# Massac (Kentucky)
Massac – jednostka osadnicza w Stanach Zjednoczonych, w stanie Kentucky, w hrabstwie McCracken.